# Danau Rata
Danau Rata is een bestuurslaag in het regentschap Muara Enim van de provincie Zuid-Sumatra, Indonesië. Danau Rata telt 3545 inwoners (volkstelling 2010).